# Patillas
Patillas és un municipi de Puerto Rico situat a la costa sud-est de l'illa, també conegut amb els noms de La Esmeralda del Sur i Los Leones. Confina al nord amb el municipi de Cayey i San Lorenzo; al sud amb el mar Carib, a l'est amb Yabucoa i Maunabo, a l'oest amb Arroyo; i al nord-oest amb Guayama. Forma part de l'Àrea metropolitana de Guayama.
Està dividit en 16 barris: Pueblo, Apeadero, Bajo, Cacao Alto, Cacao Bajo, Egozcue, Guardarraya, Jacaboa, Jagual, Mamey, Marín, Mulas, Muñoz Rivera, Pollos, Quebrada Arriba i Ríos.